# Carlos Apna Embalo
Carlos Apna Embaló (Bissau, 25 november 1994) is een Guinee-Bissaus voetballer die bij voorkeur als vleugelspeler speelt.

## Clubcarrière
Embaló speelde twee wedstrijden in het eerste elftal van GD Chaves. In 2013 trok hij naar het Italiaanse US Palermo. In augustus 2014 werd hij verhuurd aan Carpi. In februari 2015 werd de vleugelspeler verhuurd aan US Lecce. Tijdens het seizoen 2015/16 werd hij verhuurd aan Brescia. Op 15 juni 2016 tekende Embaló een contractverlenging tot juni 2016. Hij tekende in 2019 bij KAS Eupen. Vanaf 29 januari 2021 is Embaló tot het einde van het seizoen (juni 2021) verhuurd aan het Spaanse AD Alcorcón (speelt in de Segunda División A).

## Clubstatistieken
| Seizoen           | Club             | Land     | Competitie             | Wed. | Doelp. |
| ----------------- | ---------------- | -------- | ---------------------- | ---- | ------ |
| 2012/13           | GD Chaves        | Portugal | Campeonato de Portugal | 2    | 0      |
| 2013/14           | US Palermo       | Italië   | Serie B                | 0    | 0      |
| 2014/15           | → Carpi FC       | Italië   | Serie B                | 3    | 0      |
| 2014/15           | → US Lecce       | Italië   | Serie C                | 11   | 0      |
| 2015/16           | → Brescia Calcio | Italië   | Serie B                | 40   | 5      |
| 2016/17           | US Palermo       | Italië   | Serie A                | 12   | 0      |
| 2017/18           | US Palermo       | Italië   | Serie B                | 16   | 1      |
| 2017/18           | → Brescia Calcio | Italië   | Serie B                | 12   | 0      |
| 2018/19           | US Palermo       | Italië   | Serie B                | 4    | 0      |
| 2018/19           | → Cosenza Calcio | Italië   | Serie B                | 13   | 2      |
| 2019/20           | KAS Eupen        | België   | Jupiler Pro League     | 1    | 0      |
| 29/1/2021-30/6/21 | AD Alcorcón      | Spanje   | Segunda División A     |      |        |
| Totaal            | Totaal           | Totaal   | Totaal                 | 114  | 8      |